# 3948 Бор
3948 Бор (3948 Bohr) — астероїд головного поясу, відкритий 15 вересня 1985 року. Названий на честь видатного данського фізика Нільса Бора напередодні сторіччя із дня його народження.
Тіссеранів параметр щодо Юпітера — 3,592.